# ماثيو روز (سباح)
ماثيو روز (بالإنجليزية: Matthew Rose) (و. 1981  م) هو سباح كندي، شارك في الألعاب الأولمبية الصيفية 2004، ودورة ألعاب الكومنولث 2002.

## التعليم
تعلم في جامعة تكساس إيه اند إم.

## روابط خارجية
- ماثيو روز على موقع الاتحاد الدولي للسباحة (الإنجليزية)
- ماثيو روز على موقع أوليمبيديا (الإنجليزية)
- ماثيو روز على موقع دورة ألعاب الكومنولث 2006 (مؤرشف) (الإنجليزية)